# Élection présidentielle béninoise de 2011
L’élection présidentielle béninoise de 2011 est organisée le 13 mars 2011 afin d'élire le Président de la République du Bénin.
Elle voit la réélection de Thomas Boni Yayi pour un second et dernier mandat.

## Contexte
Le président Boni Yayi brigue un second mandat. Il a remporté l'élection présidentielle précédente avec une large avance, et son parti, les Forces Cauris pour un Bénin émergent, l'a suivi lors des élections législatives de 2007. Le bilan du premier quinquennat de Boni Yayi divise les Béninois, le pays reste parmi les plus pauvres du monde, et les crises sociales se succèdent, alors que les finances publiques sont assainies et les entreprises assistées dans leur croissance. La dépendance au cours du coton reste très élevée.

## Calendrier
Le calendrier électoral est annoncé par la commission électorale nationale autonome le 14 février 2011. Les cartes électorales seront distribuées jusqu'au 4 mars, et le premier tour aura lieu le 6 mars.
Le 17 février 2011, onze des quatorze candidats demandent officiellement le report des élections présidentielles, à cause des problèmes logistiques (listes électorales incomplètes, cartes électorales non distribuées). Le premier tour est finalement reporté au 13 mars 2011.

## Candidats
Alors que 26 candidats s'étaient présentés en 2006, le scrutin est plus resserré. Par exemple, la coalition d'opposition l'Union fait la nation (UN) décide rapidement de présenter un candidat unique, Adrien Houngbédji, qui fait figure de challenger principal au président Boni Yayi. 

## Résultats
Le président sortant est reconduit avec plus de 53 % des voix dès le premier tour.
| Candidats                | Candidats                | Partis                               | Voix      | %     |
| ------------------------ | ------------------------ | ------------------------------------ | --------- | ----- |
|                          | Thomas Boni Yayi         | Forces Cauris pour un Bénin émergent | 1 579 550 | 53,14 |
|                          | Adrien Houngbédji        | L'Union fait la Nation               | 1 059 396 | 35,64 |
|                          | Abdoulaye Bio Tchané     | Indépendant                          | 182 484   | 6,14  |
|                          | Issa Salifou             | Union pour la relève                 | 37 219    | 1,25  |
|                          | Christian Lagnidé        | Indépendant                          | 19 221    | 0,65  |
|                          | François Yahouédéhou     | Parti Réveil Patriotique             | 16 591    | 0,56  |
|                          | Jean Yves Sizogan        | Indépendant                          | 13 561    | 0,46  |
|                          | Marie-Elise Gbèdo        | Indépendante                         | 12 017    | 0,40  |
|                          | Victor Topanou           | Parti de l'union républicaine        | 11 516    | 0,39  |
|                          | Kessilé Tchala           | Indépendant                          | 9 469     | 0,32  |
|                          | Cyr Kouagou              | Indépendant                          | 9 285     | 0,31  |
|                          | Antoine Dayori           | Force espoir                         | 8 426     | 0,28  |
|                          | Salomon Joseph Biokou    | Indépendant                          | 7 893     | 0,27  |
|                          | Joachim Dahissiho        | Indépendant                          | 5 817     | 0,20  |
|                          |                          |                                      |           |       |
| Votes valides            | Votes valides            | Votes valides                        | 2 972 445 | 95,52 |
| Votes blancs et nuls     | Votes blancs et nuls     | Votes blancs et nuls                 | 139 388   | 0,48  |
| Total                    | Total                    | Total                                | 3 111 833 | 100   |
| Abstention               | Abstention               | Abstention                           | 556 725   | 15,18 |
| Inscrits / participation | Inscrits / participation | Inscrits / participation             | 3 668 558 | 84,82 |